# Traguardicea
La traguardicea è una condizione tale per cui l'ossessione nel perseguire un obiettivo porta l'individuo (o un gruppo di individui) ad ignorare il contesto, anche quando le circostanze dimostrano che l'obiettivo prefissato è irraggiungibile, denotando una cecità da obiettivo.

## Origine
Il termine inglese originale "goalodicy", coniato da Christopher Kayes e utilizzato per la prima volta nel suo articolo The Destructive Pursuit of Idealized Goals, deriva dall'unione delle parole goal (obiettivo) e theodicy (teodicea), dove quest'ultima fa riferimento ai tentativi di continuare a credere in un dio benevolo malgrado la predominanza del male nel mondo o, più in generale, allo sforzo di mantenere una credenza a fronte di prove che la contraddicono. Il termine è stato successivamente utilizzato da Oliver Burkeman in La legge del contrario, nella cui versione italiana è stato tradotto per l'appunto in "traguardicea".
Kayes coniò il termine dopo aver trascorso quasi un decennio a studiare disastri, contrattempi e problemi incontrati in vari contesti organizzativi, tra cui la famosa tragedia dell'Everest del 1996, anno in cui lo stesso Kayes, all'epoca ventottenne, partecipò a un trekking sull'Himalaya con una compagnia di viaggi avventurosa. Kayes arrivò a formulare l'ipotesi per cui gli scalatori dell'Everest, fissandosi sulla meta (la cima della montagna), l'avessero trasformata non più in un semplice traguardo esterno, ma in una conferma della propria identità, rendendo sempre più difficile rinunciare al traguardo, nonostante si stesse rivelando una missione suicida; anzi, secondo Kayes, la consapevolezza di rischiare la vita avrebbe addirittura rafforzato la loro determinazione a non tornare indietro.